# Pseudolampona boree
Pseudolampona boree là một loài nhện trong họ Lamponidae. Loài này được phát hiện ở phía nam của Australië.